# Breyten
Breyten es una localidad sudafricana de la provincia de Mpumalanga.

## Geografía
Forma parte del municipio local de Msukaligwa, ubicado en el distrito municipal de Gert Sibande y perteneciente a la provincia de Mpumalanga.

## Historia
La localidad, que a comienzos del siglo XX pertenecía al Transvaal, quedó conectada por ferrocarril en 1905.